# Zonitis vittigera
Zonitis vittigera är en skalbaggsart som först beskrevs av Leconte 1853.  Zonitis vittigera ingår i släktet Zonitis och familjen oljebaggar.

## Underarter
Arten delas in i följande underarter:
- Z. v. vittigera
- Z. v. propinqua